# Machistador
Machistador est un single de Matthieu Chedid sorti en 1998 et figurant sur l'album Le Baptême.

## Historique
Considéré comme le premier succès et l'un des plus grands tubes de -M-, le titre moque le machisme et les dragueurs de rue,. Le clip est réalisé par Émilie Chedid.